# Río Caguán
El río Caguán es un curso de agua de Colombia. Su cuenca abarca 14,530 km² y se encuentra conectada con la cuenca del río Amazonas.

## Geografía
El río Caguán nace en las faldas de la vertiente oriental de la cordillera Oriental, al sur del Parque nacional natural Cordillera de los Picachos en el municipio de San Vicente del Caguán (ubicado en el departamento del Caquetá). A continuación, fluye hacia el sur antes de unirse al río Caquetá, en la frontera con el departamento de Putumayo.
El Caguán es un muy abundante río cuya tasa específica es muy alta (75 litros por segundo y por kilómetro cuadrado). En la confluencia con el Caquetá, la tasa de aluvión mejora significativamente.